# Pont de Sèvres (Métro Paris)
Pont de Sèvres ist eine unterirdische Station der Pariser Métro. Sie befindet sich unterhalb der Avenue du Général Leclerc im Pariser Vorort Boulogne-Billancourt und wird von der Métrolinie 9 bedient. Die Station ist nach der gleichnamigen Brücke benannt, welche die Orte Sèvres und Boulogne-Billancourt miteinander verbindet.

## Geschichte
Die Station wurde am 3. Februar 1934 in Betrieb genommen, als der Abschnitt der Linie 9 von der Station Porte de Saint-Cloud bis zur Station Pont de Sèvres eröffnet wurde. Seitdem ist sie westliche Endstation der Linie 9.

## Knoten im Netz des ÖPNV
Es besteht nicht nur eine Umsteigemöglichkeit zur Linie 2 der Pariser Straßenbahn an der ca. 200 Meter entfernten Tramhaltestelle "Musée de Sèvres", sondern auch der benachbarte Busbahnhof wird von mehr als einem Dutzend Buslinien bedient.

## Ausbaupläne
2020 soll die Station zur westlichen Endstation der ersten Streckenabschnitts der geplanten Linie 15 werden, welche im Rahmen des Projekts Grand Paris Express gebaut werden soll. Der Übergang von einer Metrolinie zur andern wird durch einen etwa 100 m langen Verbindungsgang erfolgen.